# 6110 Kazak
6110 Kazak è un asteroide della fascia principale. Scoperto nel 1978, presenta un'orbita caratterizzata da un semiasse maggiore pari a 2,1703094 UA e da un'eccentricità di 0,2253124, inclinata di 3,94665° rispetto all'eclittica.